# Joshua Mann-Rea
Joshua Mann-Rea (Narromine, 19 febbraio 1981) è un ex rugbista a 15 australiano che giocava nel ruolo di tallonatore. A livello internazionale vanta due presenze con l'Australia.

## Biografia
Mann-Rea disputò nel 2007 l'unica stagione di Australian Rugby Championship con la maglia dei Ballymore Tornadoes, al termine della quale, a soli ventisei anni, decise di ritirarsi. Dopo due anni passati a lavorare in una miniera di carbone, ricevette una chiamata da parte di un amico giocatore in Giappone che gli proponeva di tentare un'esperienza nel campionato nipponico e così fu ingaggiato dai Kyuden Voltex con cui giocò due anni, occupandosi di effettuare i calci piazzati, cosa insolita per il suo ruolo di tallonatore. Nel 2011 fu ingaggiato dai Waratahs con cui giocò solo due partite nel Super Rugby 2012, prima di trasferirsi, l'anno successivo, ai Brumbies. Mann-Rea ha inoltre disputato due stagioni del National Rugby Championship: quella del 2014 con i NSW Country Eagles e quella del 2016 con i Canberra Vikings.
Mann-Rea ha fatto parte delle selezioni australiane giovanili under 19 e under 21. Nel 2014, a causa di una mancanza di giocatori nel ruolo di tallonatore, fu convocato dal allora allenatore dell'Australia Ewen McKenzie per disputare la partita contro l'Argentina, valida per l'ultima giornata del The Rugby Championship 2014; successivamente giocò, lo stesso anno, la terza e ultima sfida di Bledisloe Cup contro la Nuova Zelanda.